# Campionati del mondo di ciclismo su strada 1970
I Campionati del mondo di ciclismo su strada 1970 si disputarono a Leicester, nel Regno Unito, dal 13 al 15 agosto 1970.
Furono assegnati quattro titoli:
- 13 agosto: Cronometro a squadre maschile Dilettanti, gara di 100 km
- 15 agosto: Prova in linea femminile, gara di 60,1 km
- 15 agosto: Prova in linea maschile Dilettanti, gara di 180,3 km
- 15 agosto: Prova in linea maschile Professionisti, gara di 272 km

## Storia
Si corse per la prima volta in Gran Bretagna, dopo l'edizione dilettanti del 1922. Come l'anno precedente la prova dei Professionisti vedeva Eddy Merckx contro tutti. Intorno ai 100 km di corsa l'Italia portò un attacco con quattro uomini, Michele Dancelli, Felice Gimondi, Gianni Motta e Giacinto Santambrogio, l'inglese Michael Wright, il belga Jean-Pierre Monseré ed il francese Alain Vasseur. A 50 km dal traguardo fu lo stesso Merckx a riportare il gruppo sui fuggitivi, ma a poche centinaia di metri dall'arrivo il giovane belga Monseré attaccò senza che alcuno dal gruppo riuscisse a raggiungerlo. Su novantacinque corridori partiti, sessantanove conclusero la prova.
Jørgen Schmidt mantenne il titolo maschile dei Dilettanti in Danimarca dopo quello di Leif Mortensen del 1969. La cronometro a squadre fu vinta ancora dall'Unione Sovietica, che fece suo anche il titolo femminile con Anna Konkina.

## Medagliere
| Pos.   | Nazione          | Oro | Argento | Bronzo | Totale |
| ------ | ---------------- | --- | ------- | ------ | ------ |
| 1      | Unione Sovietica | 2   | 0       | 1      | 3      |
| 2      | Belgio           | 1   | 1       | 1      | 3      |
| 3      | Danimarca        | 1   | 1       | 0      | 2      |
| 4      | Italia           | 0   | 1       | 1      | 2      |
| 5      | Cecoslovacchia   | 0   | 1       | 0      | 1      |
| 6      | Paesi Bassi      | 0   | 0       | 1      | 1      |
| Totale | Totale           | 4   | 4       | 4      | 12     |

## Sommario degli eventi
| Eventi                        | Oro                                               | Tempo                      | Argento                                        | Tempo | Bronzo                                           | Tempo |
| Uomini Professionisti         |                                                   |                            |                                                |       |                                                  |       |
| Gara in linea dettagli        | Jean-Pierre Monseré Belgio                        | 6h33'58" Media 41,418 km/h | Leif Mortensen Danimarca                       | a 2"  | Felice Gimondi Italia                            | s.t.  |
| Uomini Dilettanti             |                                                   |                            |                                                |       |                                                  |       |
| Gara in linea dettagli        | Jørgen Schmidt Danimarca                          | 4h08'12"                   | Ludo Van Der Linden Belgio                     | a 3"  | Tony Gakens Belgio                               | a 5"  |
| Cronometro a squadre dettagli | Unione Sovietica Jardy, Lichačëv, Sokolov, Šuchov | 2h12'18"                   | Cecoslovacchia Mainus, Matoušek, Puzrla, Řezáč | a 28" | Paesi Bassi Den Hertog, Oosterhof, Tabak, Duyker | a 41" |
| Donne                         |                                                   |                            |                                                |       |                                                  |       |
| Gara in linea dettagli        | Anna Konkina Unione Sovietica                     | 1h39'54"                   | Morena Tartagni Italia                         | s.t.  | Raisa Obodovskaja Unione Sovietica               | s.t.  |